# 空乃さかな
空乃 さかな（そらの さかな）は、日本の漫画家。

## 単行本
- まねきねこ不動産
- デパガ！！（2010年、少年画報社）
  - オープン編
  - セールス編
  - 完結編